# Norris Reservation
Das 129 Acres (0,5 km²) große Naturschutzgebiet Norris Reservation befindet sich in der Nähe von Norwell im Bundesstaat Massachusetts der Vereinigten Staaten. Es wird von der Organisation The Trustees of Reservations verwaltet.

## Schutzgebiet
Bereits in den ersten dreißig Jahren nach der Landung der Pilgerväter im 20 mi (32,2 km) südlich gelegenen Plymouth wurde am North River Schiffbau betrieben. In den folgenden zwei Jahrhunderten bildete der Fluss zusammen mit den Ansiedlungen, durch die er floss, ein wichtiges Zentrum der Marineindustrie Neuenglands. Bis zum Ende des Sezessionskriegs wurden in den dortigen Werften mehr als tausend Boote gebaut.
Als Baumaterial dienten in den umliegenden Wäldern wachsende Weymouth-Kiefern und Eichen, die auch heute noch im Schutzgebiet zu finden sind. Zu den bekanntesten am North River gebauten Schiffen zählen die Beaver, die bei der Boston Tea Party eine Rolle spielte, und die Columbia, die den Pazifischen Nordwesten erkundete und nach welcher der Columbia River benannt wurde.
Im Schutzgebiet finden sich auch heute noch viele Spuren aus dieser Zeit. So ist noch der Staudamm erhalten, der den Second Herring Brook zu einem See aufstaute, um die Wasserkraft für nahegelegene Säge- und Getreidemühlen zu nutzen. Ferner finden sich die Achse eines Wasserrads sowie ein Mühlstein. Auch die zur Abgrenzung der Grundstücke errichteten Steinwälle sind noch vorhanden.
Benannt wurde das Schutzgebiet nach Albert und Eleanor Norris, die in den 1920er Jahren damit begannen, entlang des North River Grundstücke aufzukaufen, der zwischenzeitlich als National Natural Landmark sowie als Commonwealth of Massachusetts Scenic River eingetragen worden war. Sie errichteten dort ein Ferienhaus und legten ein Wegesystem an. 1970 schenkte die Familie den ersten Teilbereich den Trustees, weitere Schenkungen folgten 1982, 1992 und 2000.
Besuchern stehen im Schutzgebiet 2 mi (3,2 km) Wanderwege zur Verfügung.